# Phaitakaran

Mapa de l'Armènia Major cap a l'any 150. Phaitakaran és a l'est.

Phaitakaran fou una província i ciutat de la costa de la mar Càspia, poblada pels aghuans i dominada després pels armenis. Era la regió situada al sud de la confluència entre el Kura i l'Araxes amb aquest riu a l'oest.
La ciutat principal era Phaitakaran prop de l'actual Lenkoran.
Limitava al nord amb el districte aghuà de Kazbq; a l'est amb la mar Càspia; al sud amb l'Atropatene i el Gilan; i a l'oest (de nord a sud) amb les províncies armènies d'Uti, Artaskh, Siunia i Baspracània (per la part del Mardpetakan).
Vers el 335 Grigor, fill del patriarca d'Armènia Vartanes, va anar a Aghuània (abans Albània del Caucas) per evangelitzar el país, però fou martiritzat pel príncep arsàcida Sanatruk (Sanesan) que era príncep del Phaitarakan, i el qual restava fidel al paganisme. Sanatruk va envair seguidament Armènia ajudat pels alans i altres tribus del Caucas i van assetjar al rei Khosrov II d'Armènia a la fortalesa de Dariunq (després Bayazid) a la província de Kogovit, però fou rebutjat i derrotat prop de Vagharxapat, i després un altre cop davant Oixakan (regió de Aragatzotn), batalla en la qual Sanatruk va morir i en la qual els armenis van rebre ajuda dels romans dirigits pel general Antíoc.
Vers el 550 estava unida a Siunia i la ciutat de Phaitakaran fou erigida en seu patriarcal i de l'administració. Vers el 600 va quedar en mans dels Mihrakan, que van esdevenir reis d'Aghuània.
El 623 l'emperador Heracli, va iniciar una campanya a Armènia, va desembarcar a Trebisonda va travessar el Pont i va entrar a aquest país. Va passar per Teodosiòpolis i va anar fins a Dvin ocupant ambdues ciutats i va seguir fins al Nakhtxivan i fins i tot va entrar a la Mèdia arribant prop de Gandja. Després va passar al districte de Phaitakaran, que era de la Siunia.
En arribar l'hivern es va establir a Aghuània (623-624).
Després va romandre en mans dels prínceps de Siunia en les quals degué restar fins al segle viii quan s'hi van establir els àrabs. Per la seva història posterior vegeu Baylakan.